# Гейер, Штефи
Штефи Гейер (нем. Stefi Geyer; 28 июня 1888, Будапешт — 11 декабря 1956, Цюрих) — венгерско-швейцарская скрипачка.
Дочь скрипача-любителя, с трёхлетнего возраста занималась на скрипке и была замечена специалистами, с 1902 г. концертировала в Европе и Америке. Ученица Енё Хубаи. В 1911—1919 гг. жила и работала в Вене. В 1920 году вышла замуж за швейцарского композитора Вальтера Шультесса и уехала в Швейцарию. В 1934—1953 гг. профессор Цюрихской консерватории, среди её учеников Клаус Хубер и Аида Штуки, частным образом занимался у неё Карл Нерахер. Была сподвижницей крупнейшего швейцарского музыкального организатора Пауля Захера, в 1941 году вошла в первый состав созданного Захером камерного ансамбля Collegium Musicum Zurich.
В 1907—1908 гг. за Гейер ухаживал композитор Бела Барток, сочинявший для неё скрипичный концерт, три части которого должны были отразить разные стороны характера девушки; были, однако, написаны лишь первые две, после чего Гейер (отчасти из-за конфликта между её приверженностью католичеству и атеизмом композитора) разорвала отношения, — по мотивам разрыва написаны два последних номера в Багателях Бартока Op. 6, первая часть концерта переработана композитором в первый из двух Портретов для скрипки с оркестром Op. 5, а рукопись оригинального двухчастного сочинения осталась у Гейер и после её смерти была опубликована Паулем Захером и исполнена его Базельским камерным оркестром (солировал Гансхайнц Шнеебергер).
В 1908 г. на концерте в Цюрихе с Гейер познакомился композитор Отмар Шёк, также увлёкшийся скрипачкой, однако отвергнутый ею. Тем не менее, Шёк также сочинил концерт для скрипки с оркестром (Op. 21, 1910), посвящённый Гейер; его первым исполнителем стал Виллем де Бур, однако позднее Гейер включила его в свой репертуар и осуществила в 1947 г. его первую запись. Кроме того, Гейер и Захеру совместно посвящён скрипичный концерт Вилли Буркхарда (1943).